# Rafael Egusquiza
Rafael Egusquiza, né le 14 juillet 1935 à Bilbao et mort le 1er juin 2017 à Getxo, est un joueur espagnol de hockey sur gazon.

## Carrière
Rafael Egusquiza a fait partie de la sélection espagnole de hockey sur gazon médaillée de bronze aux Jeux olympiques d'été de 1960 à Rome.